# Nicole Jung
Nicole Jung er medlem af Kara (koreansk: 카라) en sydkoreansk pigegruppe med fem medlemmer dannet af DSP Media i 2007. De fem medlemmer er: Park Gyuri (leder), Han Seungyeon, Goo Hara, Jung Nicole og Kang Jiyoung.

## Diskografi
- 2008: String (Sunha feat. Nicole)
- 2009: Happy And (duet med Kang Kyun Sung)
- 2010: Gorae (duet med Park Myung Soo)
- 2012: This Person (med Hyorin, Hyuna, Hyosung og Nana)

## Musikvideo
- 2012: Hot Game,  A-JAX
- 2012: Cheki☆Love,  PURETTY

## TV
- 2008: Star Golden Bell
- 2009: Bonanza
- 2009: Nicole the Entertainer's Introduction to Veterinary Science
- 2010: Heroes
- 2011: Inkigayo

## Tekster
Skrevet rap-teksterne til sangene:
- Break It
- If U Wanna
- Secret World
- Us two
- Let it go
- Tasty Love
- Lupin
- Mister (japansk version)
- Lost

## Eksterne links
- Wikimedia Commons har flere filer relateret til Nicole Jung